# Wilhelm Haarmann (Jurist, 1845)
Karl Theodor August Wilhelm Haarmann (* 5. Juli 1845 in Witten; † 16. August 1924 in Dortmund) war ein deutscher Staatsanwalt und Politiker.

## Leben
Wilhelm Haarmann studierte Rechtswissenschaften an der Ruprecht-Karls-Universität Heidelberg und der Friedrich-Wilhelms-Universität Berlin. 1865 wurde er Mitglied des Corps Guestphalia Heidelberg. Nach dem Studium und dem Militärdienst schlug er die Staatsanwaltslaufbahn ein. Von 1891 bis 1903 war er Erster Staatsanwalt in Dortmund. Bei der Landwehr erreichte er den Dienstgrad Oberleutnant.
Seit einer Nachwahl am 12. Oktober 1904 saß Haarmann bis zu dessen Auflösung 1918 im Preußischen Abgeordnetenhaus. Er war Abgeordneter des Wahlkreises Arnsberg 3 (Altena, Iserlohn; ab 1908 Altena, Stadt- und Landkreis Iserlohn, Stadtkreis Lüdenscheid). Er war von 1905 bis 1919 Mitglied des Provinziallandtags der Provinz Westfalen sowie Stadtverordneter in Dortmund und Mitglied des Bergausschusses Westfalen.
Haarmann war Mitglied der Nationalliberalen Partei und gehörte von 1887 bis 1917 dem Vorstand bzw. dem Zentralvorstand der Partei an.

## Auszeichnungen
- Ernennung zum Geheimen Justizrat